# Papiro 75

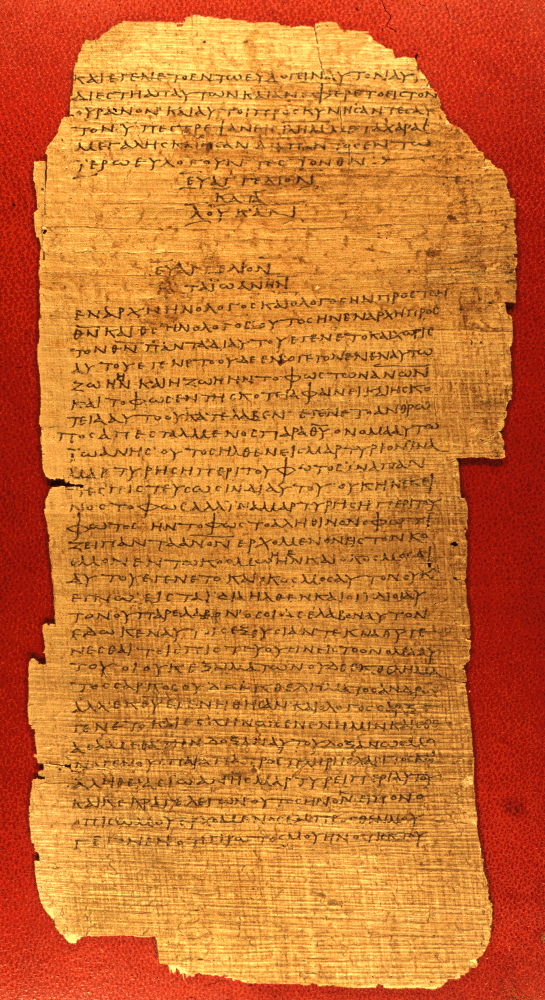
Lucas 3:18-24:53 + Juan 1-15 (grandes porciones)

El Papiro 75 ({\displaystyle {\mathfrak {P}}}75, Papiro Bodmer XIV-XV) es un papiro del Nuevo Testamento en griego antiguo.

## Descripción
Originalmente «contenía cerca de 144 páginas... de las cuales 102 han sobrevivido, ya sea en su totalidad o en parte». Contiene cerca de la mitad del texto de dos Evangelios: el de Lucas (Papiro Bodmer XIV) y el de Juan (Papiro Bodmer XV) en griego. Está fechado en Nestle-Aland (27a. edición, NA27) como un manuscrito a principios del siglo III. Este es uno de los manuscritos más antiguos (junto con el {\displaystyle {\mathfrak {P}}}4) del Evangelio de Lucas. 'El fragmento sobreviviente contiene Lucas 3:18-24:53...' Una característica inusual de este papiro es que cuando el Evangelio de Lucas termina, el Evangelio de Juan comienza en la misma página.
Este carece del texto de agonía de Cristo en Getsemaní (Lucas 22: 43–44).

## Texto
El texto griego de este códice es una representación del tipo textual alejandrino. Kurt Aland lo ubicó en la Categoría I. El texto está más cerca del Códice Vaticano que del Códice Sinaítico. La coincidencia entre {\displaystyle {\mathfrak {P}}}75 y el Códice B es de 92% en Juan, y 94% en Lucas. Este coincide con el {\displaystyle {\mathfrak {P}}}111.
Según Kurt Aland, el {\displaystyle {\mathfrak {P}}}75 es la llave para entender la historia textual primitiva del Nuevo Testamento.
En Lucas 8:21 se lee αυτον en lugar de αυτους; la lectura coincide con minúscula 705 y el Códice Veronense.

## Variantes textuales
En Lucas 11:4, la frase αλλα ρυσαι ημας απο του πονηρου (mas líbranos del mal) es omitida. La omisión de esta frase también coincide con los siguientes manuscritos: Sinaítico, Vaticano, Códice Regio, f1, 700, vg, sirs, copsa, bo, arm, geo.
En el manuscrito Lucas 16:19 se lee Ανθρωπος δε τις ην πλουσιος, ονοματι Ν[ιν]ευης, και ενεδιδυσκετο "Había un hombre rico, con el nombre N[in]eue, que se vistió", Esta Lectura coincide desde la versión Sahidic y los dos manuscritos griegos en minúsculas 36 y 37, además tiene un escolio de fecha incierta ευρον δε τινες και του πλουσιου εν τισιν αντιγραφοις τουνομα Νινευης λεγομενον.
Lucas 22:43-44 es omitido, como en los códices א *, A, B, T, 1071.
En Lucas 23:34, el {\displaystyle {\mathfrak {P}}}75 tiene omitidas las palabras: "Y Jesus dijo: Padre, perdónalos, ellos no saben lo que hacen." Esta omisión coincide con los manuscritos Sinaíticoa, B, D*, W, Θ, 0124, 1241, ita, d, sirs, copsa, copbo.
Lucas 24:26
δοξαν – en mayoría de los mss,
βασιλειαν – en el {\displaystyle {\mathfrak {P}}}75.
Al manuscrito también le falta la perícopa de la Adúltera, usualmente ubicada en las traducciones en Juan 7:53-8:11. Esta omisión coincide con los manuscritos Códice Sinaítico, Códice Vaticano y el {\displaystyle {\mathfrak {P}}}66.
El Manuscrito está actualmente en la Biblioteca Vaticana (P. Bodmer XIV-XV) en Roma.
El descubrimiento del {\displaystyle {\mathfrak {P}}}75 ha tenido un profundo efecto en la crítica textual del Nuevo Testamento, debido a su gran acuerdo con el Códice Vaticano.
En Lucas 8:21 se lee αυτον en lugar de αυτους; la lectura coincide con Minúscula 705 y el Códice Veronense.

## Imágenes
- Imagen de una página del Papiro 75 (accedida el 26-9-2007)
- 98 imágenes del {\displaystyle {\mathfrak {P}}}75